# 9-11 P.M. Town Hall
9-11 P.M. Town Hall ist ein Jazzalbum von Daniel Humair, Jean-François Jenny-Clark, Joachim Kühn, Martial Solal, Michel Portal und Marc Ducret, das 1988 live in der Town Hall von New York City aufgenommen wurde.

## Hintergrund
Humair hatte ein Jahr zuvor beim Festival du jazz in Nizza den amerikanischen Impresario George Wein wiedergetroffen und mit diesem vereinbart, auf das JVC Jazz Festival zu kommen. Er erhielt dort die Möglichkeit, einen Abend mit Musikern seiner Wahl zu gestalten. Zum Konzert, das am 29. Juni 1988 zwischen 9 und 11 Uhr abends stattfand, nahm er einige seiner alten Weggefährten mit, sowohl die Pianisten Martial Solal und Joachim Kühn, den Multiinstrumentalisten Michel Portal, den Bassisten Jean-François Jenny-Clark und den Gitarristen Marc Ducret als auch Didier Lockwood und Hélène Labarrière. Ausschnitte aus diesem von Humair kuratierten Konzert sind auf dem Album dokumentiert; nicht enthalten ist ein Auftritt mit Lockwood und Labarrière, der aber in dem aus gleichem Anlass entstandenen Dokumentarfilm Jazz français à New York von Christian Palligiano vorkommt. Die Musik des Albums wurde aber auch zum Soundtrack des Films herangezogen.
Das Album vereint Elemente des Post-Bop und des Modern Creative, teilweise mit Latino- und Tango-Rhythmen unterlegt. An einen Auftritt Humairs im regelmäßig arbeitenden Trio mit Kühn und Jenny-Clark schloss sich ein Solo von Solal an, der dann im Trio mit Jenny-Clark und Humair fortfuhr. Den Abschluss bildete ein Quartett um Michel Portal (Portal schloss sich dazu dem Trio Kühn-Jenny-Clark-Humair an), das zunächst um den Gitarristen Marc Ducret erweitert wurde.
Im Beiheft der CD zeigen Fotos von Guy Le Querrec die Musiker im Backstage-Bereich der Town Hall und auf einem Schiff vor Manhattan.

## Rezeption
Ken Dryden äußerte sich bei Allmusic positiv über das Album, das vier von fünf Sternen erhielt, und schrieb:

“Swiss drummer Daniel Humair is the de facto leader on this all-star meeting at Town Hall in New York City during the 1988 JVC Jazz Festival.[…]. Full of surprises, this Label Bleu CD has lapsed from print and is becoming increasingly difficult to find.”

„Der Schweizer Schlagzeuger Daniel Humair ist der de facto Leader bei diesem All-Star-Meeting in der Town Hall von New York City während des JVC Jazz Festivals 1988.[…] Diese Label-Bleu-CD voller Überraschungen wird nicht mehr nachgeprägt und ist immer schwieriger zu finden.“

Richard Cook und Brian Morton zeichneten das Album in The Penguin Guide to Jazz mit der Höchstnote von vier Sternen aus. Für die Autoren ist das Album nicht nur eine gelungene Einführung in die Musik der Mitwirkenden, sondern die sei zugleich „ein essentielles Dokument des zeitgenössischen europäischen Jazz.“

## Titelliste
1. From Time to Time Free (Kühn) – 6:32
2. Easy to Read (Kühn) – 6:58
3. Medley (Solal) – 13:26
4. Aigue Marine – Coming Yesterday (Solal) – 9:28
5. Pastor (Portal) – 12:23
6. Alto Blues (Portal) – 19:26
7. Changement (Kühn) – 7:30